# Caterham F1 Team
A Caterham F1 Team egy maláj (később brit tulajdonú) Formula–1-es csapat volt, amely 2010-2014 között működött, a kezdeti években Lotus Racing Team néven. 
Malajziai üzletemberek egy csoportja alapította, amely a Lotus Cars névlicencének tulajdonosától, a Protontól vette meg a névhasználat jogát. Miután azonban ezt megvonták tőlük, a 2011-es idényre megszerezték a patinás „Team Lotus” név használati jogát David Hunttól. Ez azonban jogi problémákat vetett fel a Group Lotus és a Proton felé. A tárgyalások eredményeképp 2012-re lemondtak a Lotus névről, helyette a Team Lotus Enterprise által 2011. április 27-én felvásárolt Caterham sportautógyár nevét vették fel. 2014-ben a maláj tulajdonosok új befektetőknek adták el a csapatot, akik svájci-közel-keleti gyökerekkel rendelkeztek, különféle jogi problémák miatt azonban a csapat anyagi nehézségekkel nézett szembe. Két nagydíjat az idény végén ki kellett hagyniuk, de a szezonzáró futamra a rajongók által összeadott pénzből el tudtak utazni és részt vehettek az idényzáró teszten is. A csapat megmentése mégsem sikerült, így 2015 elején felszámolás alá került, vagyonát pedig árverésen értékesítették, a versenynevezési listáról pedig törölték.

## Története

### Alapítás
A Team Lotus üzemeltetője a 1Malaysia Racing Team Sdn. Bhd. lett, mely egy, a Tune Group és a Naza Group által alapított magánvállalkozás volt, a maláj kormány és egy konzorcium támogatásával. A maláj autógyár, a Proton adott engedélyt a csapatnak a Lotus név használatára. A kormány a Protonon keresztül fejtette ki támogatását. Az egész projekt a 1Malaysia elgondolása alapján kezdődött, amellyel a malájok összetartását kívánta erősíteni.
A csapat azután alakult, hogy a Formula–3-ban szereplő Litespeed csapat tulajdonosa, Tony Fernandes (aki a Williams F1 csapatot az AirAsia-n keresztül szponzorálta), Team Lotus néven szeretett volna nevezni a 2010-es Formula–1 világbajnokságra, de végül nem kapott kvótát. 1994 óta ez volt az első alkalom, hogy ezen a néven csapat induljon a Formula–1-ben. A csapat vezetője Tony Fernandes lett, de bár ezt eleinte csak ideiglenesen vállalta, később hosszú távon is a csapat vezetője maradt. A technikai igazgató Mike Gascoyne lett, aki a Litespeed indulásánál is segédkezett. Riad Asmat a Protonon keresztül került kapcsolatba a csapattal. Keith Saunt lett a csapat brit főhadiszállásának fő technikusa, aki korábban több neves csapatnál is dolgozott. A Team Lotus főhadiszállását Norfolkban rendezte be, mindössze pár kilométerre a Lotus Cars üzemétől.

### 2010-es évad

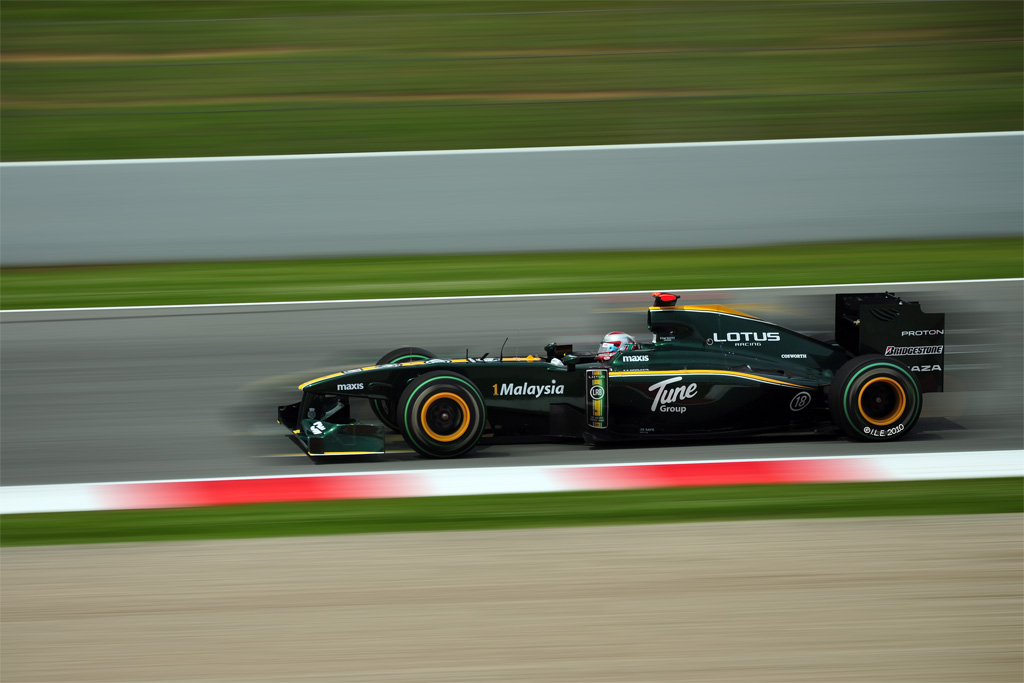
Jarno Trulli 2010-ben, Sepangban

A BMW kivonulása után került sor a csapat nevezésére, és eleinte már az is nagy kihívásnak számított, hogy a szezonnyitó bahreini nagydíjra kész legyen az autó, köszönhetően a nevezés kései elfogadásának. A csapat Fondtech aerodinamikai elemeket, Cosworth motorokat, és Xtrac váltókat használt. Az autó tervei 2009 októberében kerültek nyilvánosságra, decemberben pedig megnevezték versenyzőpárosukat: a Formula–1-ből szintén kivonult Toyota pilótája, Jarno Trulli, és az ex-McLarenes Heikki Kovalainen lettek a pilóták, a tesztpilóta pedig a maláj Fairuz Fauzy. A versenysorozatra Lotus Racing néven neveztek.
A 2010-es autó a T127-es kódnevet kapta (hangsúlyozva a folytonosságot a korábbi Lotus csapattal), és 2010. február 9-én debütált a nagyközönség előtt egy tesztvezetés keretében, három nappal később pedig a nyilvános bemutatásra is sor került. Az első versenyen, a bahreini nagydíjon a csapat szépen debütált: Kovalainen 15., Trulli 17. lett (annak ellenére, hogy az ő autója az utolsó körben megadta magát). Június 27-én a brit nagydíjon megünnepelték a Lotus 500. futamát, egyben bejelentették, hogy tárgyalásokat kezdtek a Renault-val, motorok szállítása céljából, valamint hogy kezdeményezik a csapat Team Lotusra átnevezését. Habár az idény során egyetlen pontot sem szereztek, a konstruktőrök versenyében a 10. helyen végeztek, köszönhetően Kovalainen 12. helyének a japán nagydíjon, s ezzel a másik két újonc csapatot, a Hispaniát és a Virgint is lekörözték. Kovalainen két esetben (a maláj és a belga nagydíjon) is bekerült az időmérő edzés második kvalifikációs körébe.

### 2011-es évad

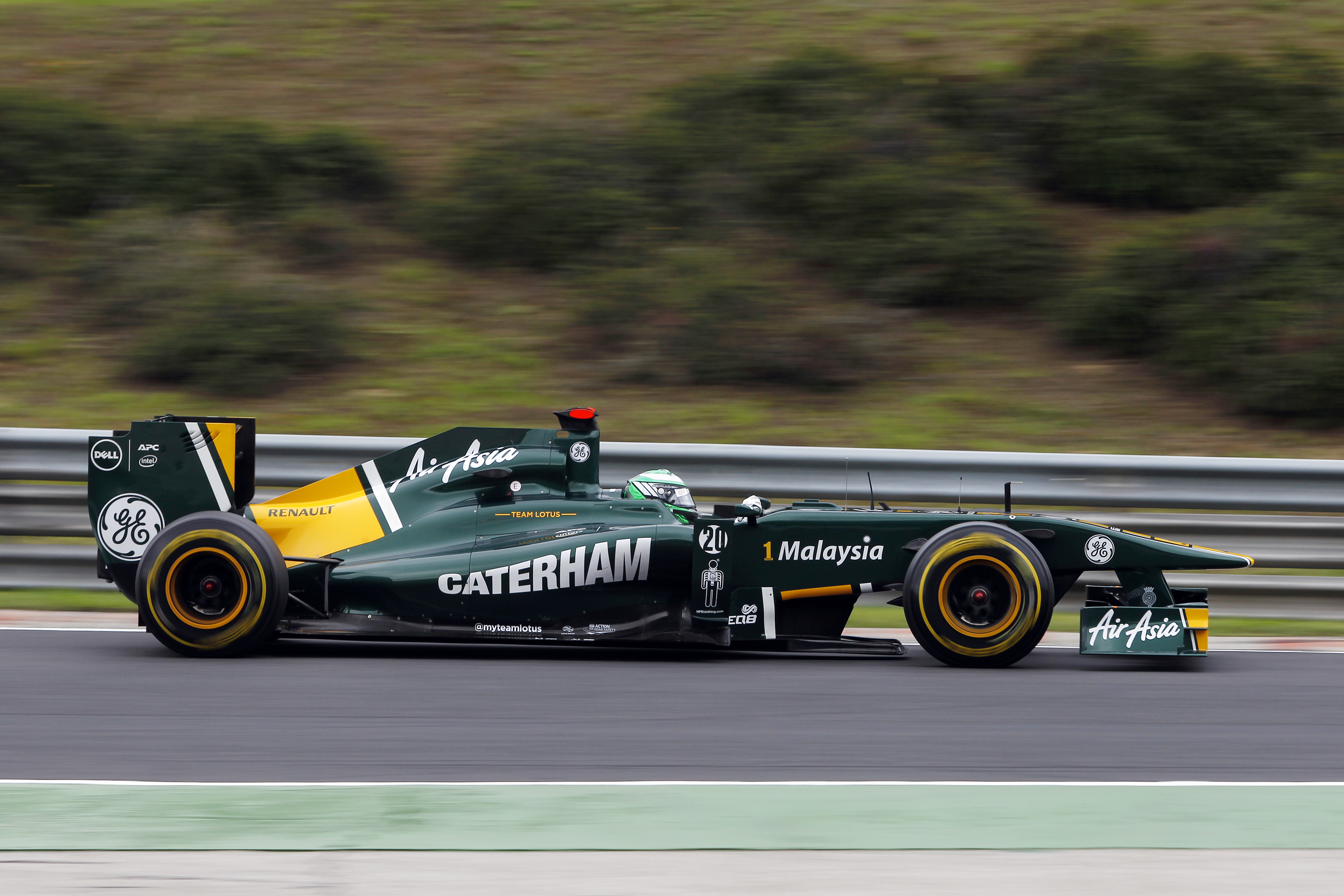
Heikki Kovalainen a 2011-es Magyar nagydíjon

2010. október 5-én bejelentették, hogy szerződést kötöttek a Red Bull Technologyval a 2011-es szezonra a váltók és a hidraulika használatára. Az idény végén újabb fejlesztéseket hajtottak végre a főhadiszálláson, novemberben pedig két évre szóló szerződést kötöttek a Renault-val, a motorok használatára. Ezután hivatalosan is Team Lotusra változtatták nevüket, a 2011 januárjában bemutatott Lotus T128-assal pedig nem titkolt céljuk volt felzárkózni a középmezőnyhöz, hogy sikerüljön pontokat szerezniük. Versenyzőpárosuk ugyanaz maradt, de a tesztpilóták között megjelent Karun Chandhok (aki egy futamon Trullit helyettesítette), a brazil Luiz Razia, az olasz Davide Valsecchi, és a portugál Ricardo Teixeira. A csapat teljesítménye összességében mégis csak keveset javult az előző idényhez képest, bár időeredmények tekintetében a középmezőnytől már nem voltak sokkal lemaradva.

### Problémák a névhasználattal

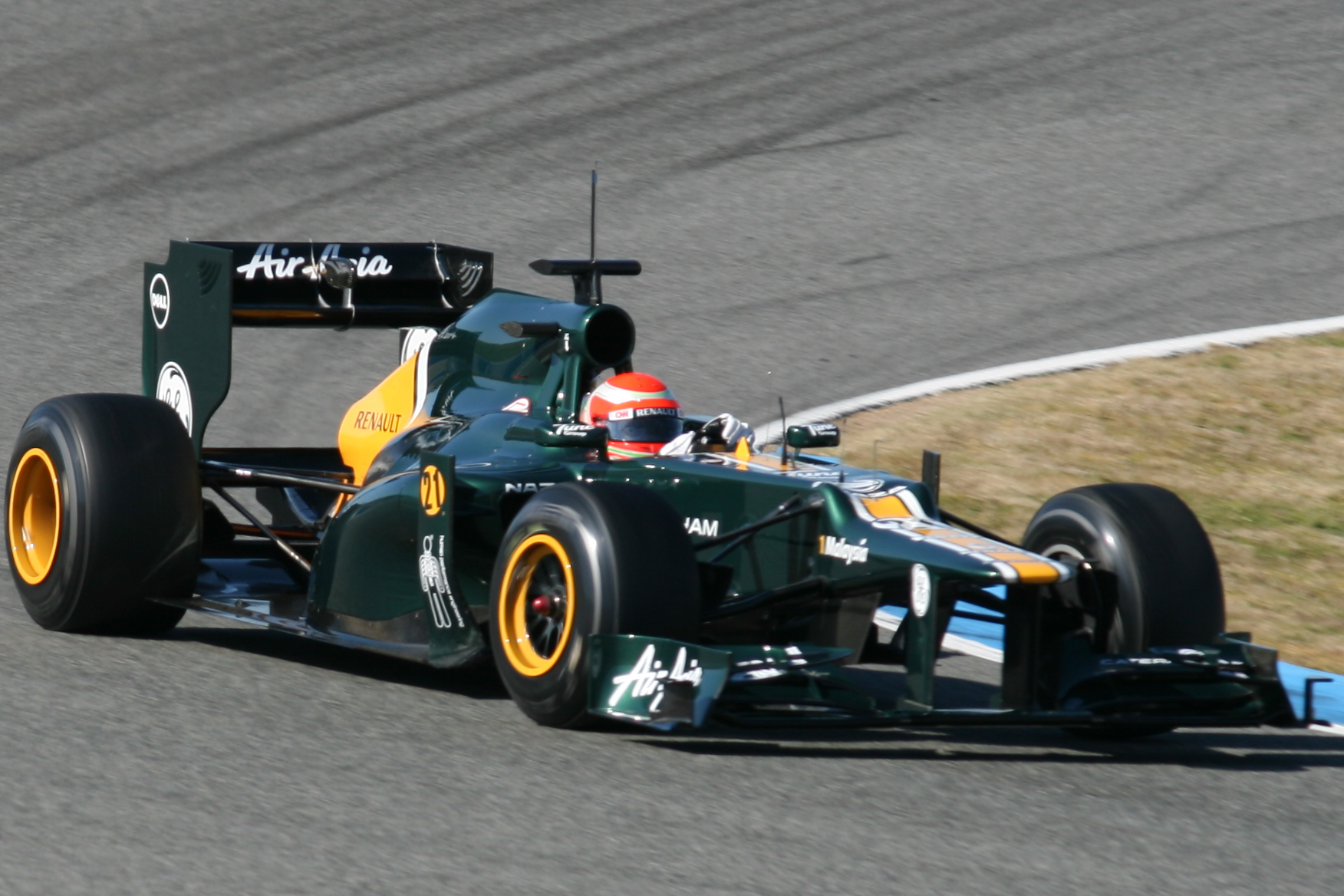
A 2012-es autó a Jerezi teszten

A Lotus név használatát eredetileg a Group Lotustól kapta a csapat (a Lotus Cars tulajdonosától), azzal, hogy azt a 2010-es idényben használhatják. Később azonban megvonták a névlicencet anyavállalatuk, a Proton engedélyével, sorozatos licenc-sértésekre hivatkozva. 2010 szeptemberében Tony Fernandes bejelentette, hogy a Tune Group megvásárolta a Team Lotus Ventures Ltd.-t, melyet David Hunt vezetett a Team Lotus 1994-es megszűnése óta. Ezzel jogot szereztek a Team Lotus név használatára. 2010 szeptemberében azt is bejelentették, hogy Fernandes szerezne indítani egy GP2-es csapatot is, Team Air Asia néven, a Formula Renault 3.5 sorozatban pedig már létezett egy Lotus Junior Team. Új csapat alapítása helyett azonban a GP2-ben inkább az ART csapattal léptek együttműködésre.
Ekkor azonban a Lotus Cars jogi lépéseket kezdeményezett a Lotus Racinggel szemben, ugyanis szerintük David Huntnak nem volt meg a joga ahhoz, hogy eladja nekik a nevet. Egyesek szerint az ART csapat a Formula–1-ben is indult volna, méghozzá szintén Lotus név alatt, de a Lotus Cars támogatásával. Erre végül nem került sor. A Proton viszont perrel fenyegetőzött a Lotus név további használata esetén, melyet Tony Fernandes visszautasított. Bonyolította a helyzetet, hogy a Lotus Cars részesedést vásárolt a Renault F1-es csapatban, amely így már csak a motorokat szállította, s Lotus Renault GP néven nevezett a 2011-es bajnokságra. Így előállt az a furcsa helyzet, hogy 2011-ben két Lotus csapat nevezett, ráadásul mindkettő Renault motorokkal. Ez az új csapat ráadásul a nyolcvanas évek "John Player Special"-festését használta, fekete-arany színkombinációval, keresztülhúzva Fernandesék ilyen irányú terveit. A Chapman család (a csapatalapító Colin Chapman fia, Clive, és özvegye) decemberben egy közleményt adott ki, mely a Group Lotust támogatta, de igazából úgy gondolták, hogy ezt a nevet egyáltalán nem kellene használni a Formula–1-ben.
2011. január 24-én a brit Legfelsőbb Bíróság előtt per kezdődött, mely nem annyira a névhasználatról szólt, sokkal inkább arról, hogy a Fernandes és a Group Lotus közti szerződést megvizsgálják. A tárgyalást márciusra tűzték ki, ami azt jelentette, hogy mindkét csapat nevezhetett Lotus néven a bajnokságra. Időközben fordult a kocka: a névhasználat kapcsán David Hunt egyértelműen kiállt a Team Lotus mellett, de csak úgy, ha egyértelműen kiderül, hogy a névjogok használata terén őt valóban nem terheli felróható magatartás.
2011 májusában a bíróság jóváhagyta a Team Lotus név használatát és a klasszikus Lotus logóét is, de ezen túlmenően semmilyen más névjogot nem engedélyezett. Megállapították, hogy Tony Fernandes megvásárolta David Hunttól a csapatnevet, ugyanakkor a Group Lotusnak is megvan a joga arra, hogy a klasszikus logóval, de a fekete-arany színekkel saját Formula–1-es csapatot indítson. A vitát végül egy 2011. novemberi döntés zárta le: a Team Lotus a 2012-es idénytől kezdve lemondott a névjogokról, és Caterham F1 néven versenyzett tovább.

### 2012-es évad

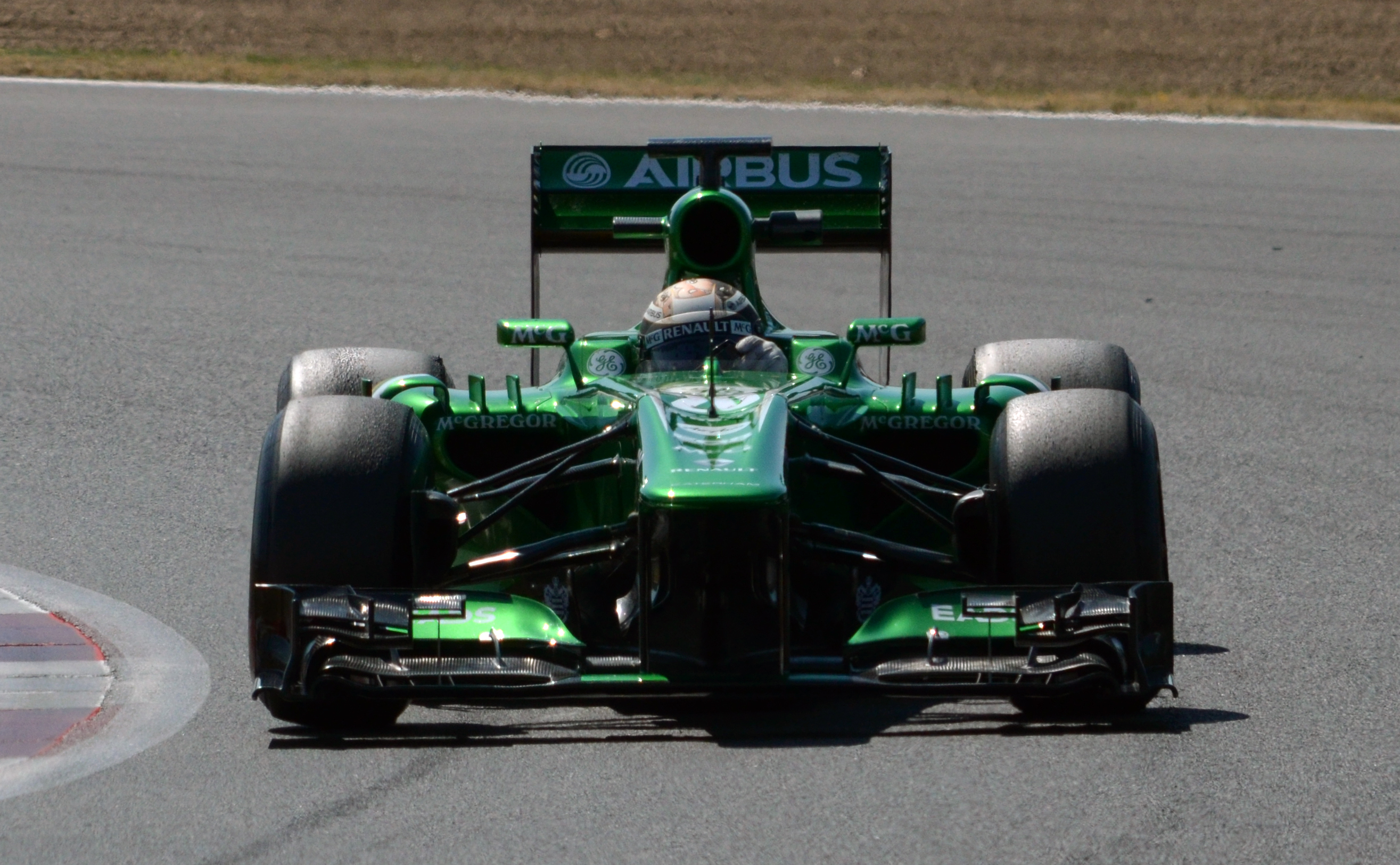
Giedo van der Garde a 2013-as Brit nagydíjon

Az idénynek már Caterham néven vágtak neki. Elsődleges célként az időmérő edzésként a Q2-be jutást, másodlagosként a pontszerzést tűzték ki célul. Ez volt az első autójuk, melybe beépítésre került a KERS, s amely a szabályváltozások miatt "kacsaorrú" kivitelt kapott. Kezdetben a Kovalainen-Trulli versenyzőpárossal számoltak, ám nagy meglepetésre 2012 februárjában bejelentették, hogy Jarno Trulli helyét Vitalij Petrov veszi át. A csapat Leafield-ben rendezte be főhadiszállását, az Arrows és a Super Aguri egykori otthonában. Bár bizakodóak voltak, az autón mégsem lehetett felfedezni számottevő gyorsulást. Sokáig nagy versenyben voltak a Marussiával a konstruktőri 10. helyezésért, melyet végül Vitalij Petrov fantasztikusnak mondható 11. helyezésével biztosítottak be az évadzáró Brazil Nagydíjon. Ez volt a csapat történetének legjobb helyezése.

### 2013-as évad
Az évet teljesen új felállásban, a Marussiától leigazolt Charles Pic és a holland Giedo van der Garde párosával kezdték. Az autó színe egy kissé világosabb lett, technikailag azonban nemhogy javult volna, hanem inkább romlott. Ezért idény közben leigazolták Heikki Kovalainent tesztpilótának, hogy tapasztalatával segítse a csapatot. Ennek volt némi eredménye, a Belga Nagydíjon Giedo van der Garde az időmérő edzésen 14. helyet ért el, amely a csapat addigi legjobbja volt. Noha erősebb autójuk volt, mint a Marussiának, ezúttal veszítettek velük szemben, és utolsóként zárták a bajnokságot.

### 2014-es évad

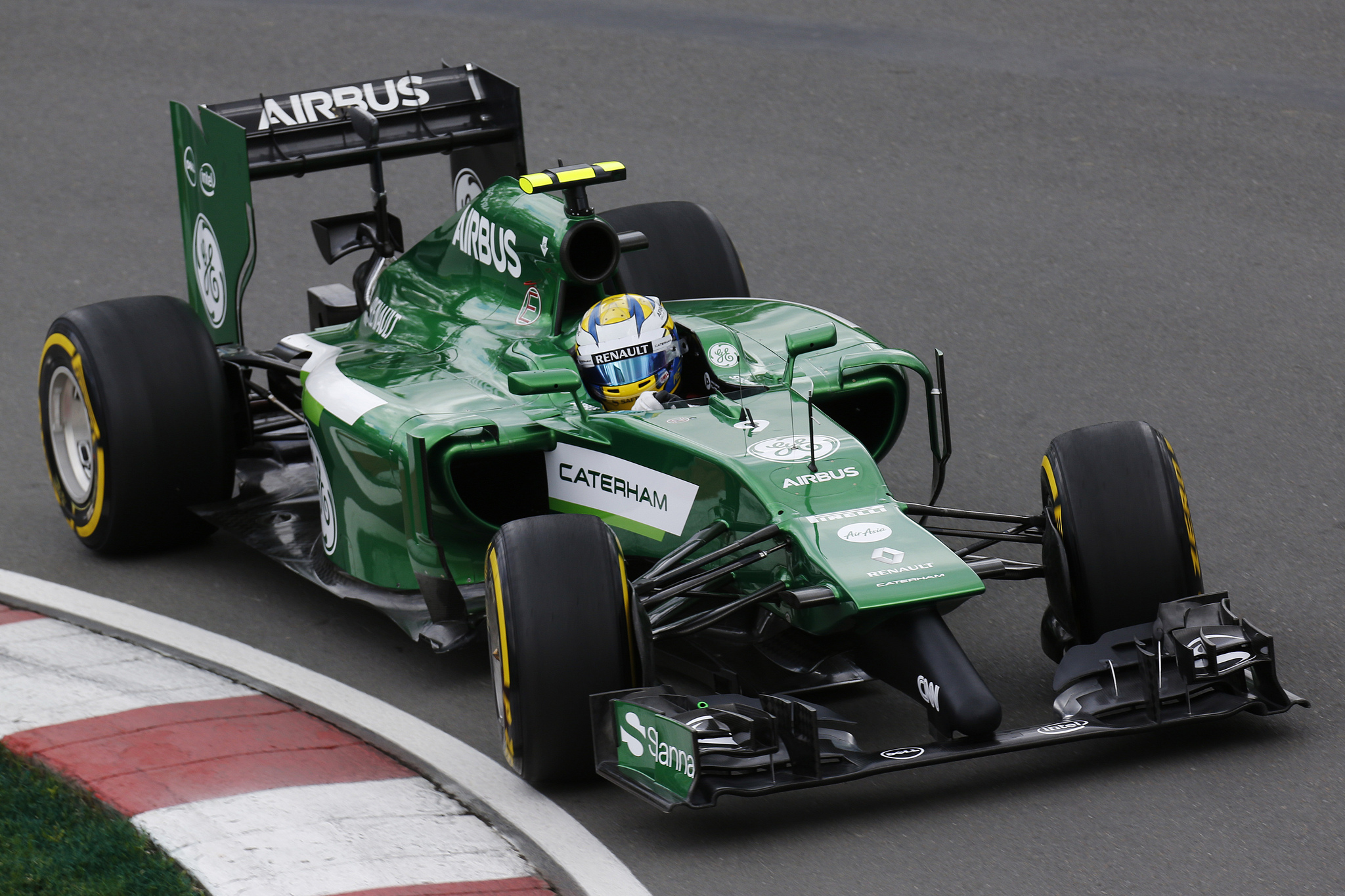
Marcus Ericsson a bizarr orrú autóval

Ebben az évben ismét új páros, a svéd Marcus Ericsson és a japán Kobajasi Kamui került a csapathoz. Kitartottak a Renault-motorok mellett a turbókorszakban is, bár autójuk elsősorban az új szabályok miatt bizarra sikerült orrával hívta fel magára a figyelmet. Tony Fernandes türelme azonban elfogyott: kilátásba helyezte, hogy ha nem jönnek az eredmények, akkor kiszáll a Formula–1-ből. Ez a pillanat nem sokkal a monacói nagydíj után következett be, amikor a Caterham beállított egy rekordot: a Marussia pontszerzése miatt ők lettek az a csapat, amely a legtöbb nagydíjon indult el úgy, hogy egyetlen pontot sem szerzett. 2014 júliusában a maláj tulajdonosok eladták a csapatot egy, Colin Kolles által vezetett svájci-közel-keleti tulajdonosi körnek, a csapatfőnöki tisztet pedig az egykori Formula–1-es pilóta, Christijan Albers töltötte be. A nyári szünetet követően a Belga Nagydíjon Kobajasi helyére egy új pilóta, a német André Lotterer ült be, aki viszont már a rajt után kénytelen volt feladni a futamot.

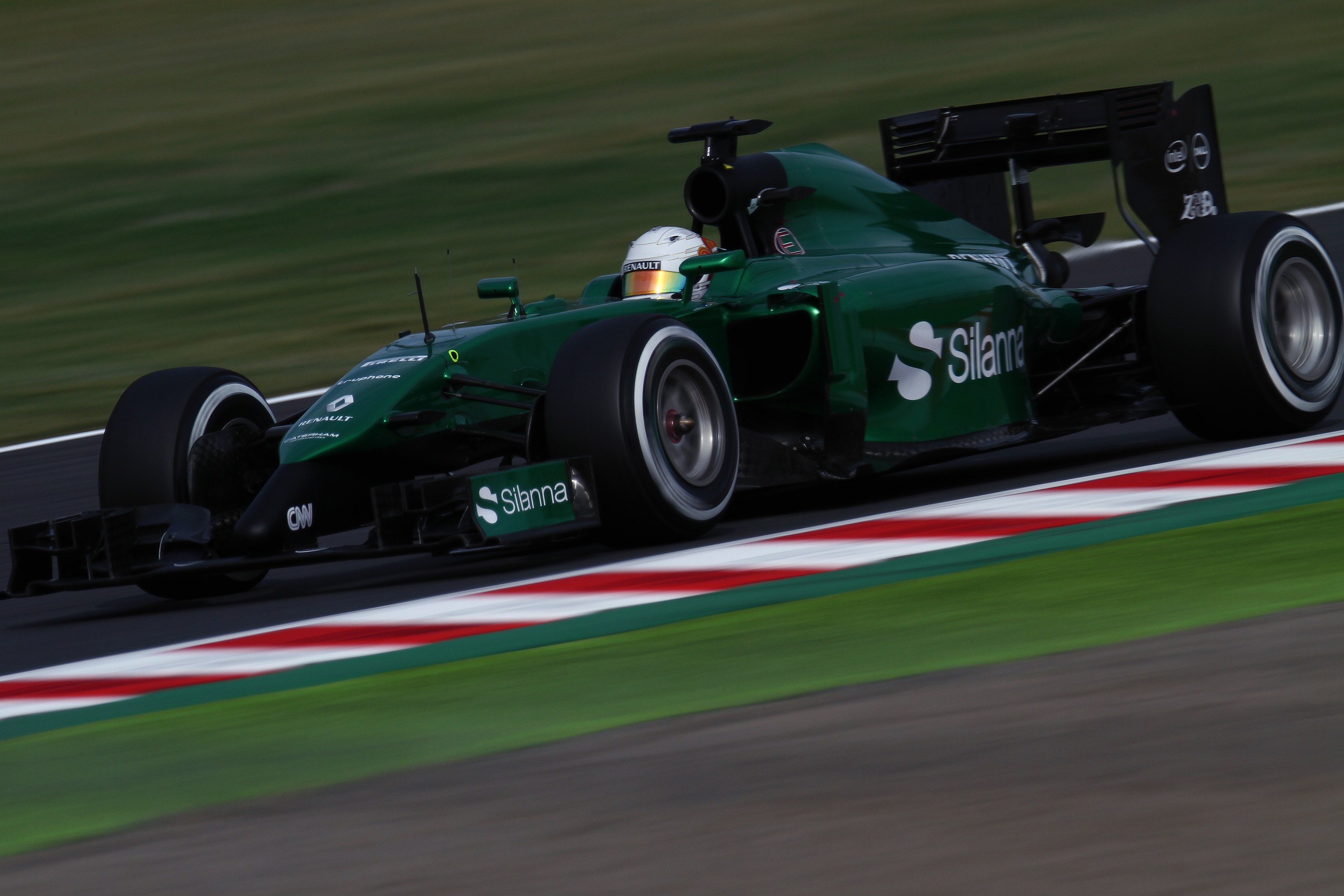
Kobajasi Kamui az új orrkúppal

A pénzügyi nehézségek azonban odáig vezettek, hogy október 21-én csődeljárás alá került a csapat, a csapat ügyeit pedig a Smith & Williamson cég, mint csődbiztos látta el. Vita keletkezett a régi és új tulajdonosok között is: Tony Fernandes szerint az új befektetők nem fizették ki a teljes vételárat, az új tulajdonos szerint viszont a malajziai ügyvezetés hátráltatta az ő munkájukat azzal, hogy a tényleges irányítást nem engedte át a részükre. Így az új csapatvezetés is felállt, helyettük a tényleges befolyással nem rendelkező volt román focista, Constantin Cojocar lett a csapatfőnök, aki korábban takarítóként dolgozott a csapatnál. A kialakult helyzet miatt a Caterham engedélyt kapott az Amerikai és Brazil Nagydíjak kihagyására, amely egyébként szabályellenes lenne.
2014 novemberében beneveztek a 2015-ös indulók közé (különleges engedély birtokában az előző évi autójukkal), és nagy meglepetésre kiderült, hogy akár Rubens Barrichello is indulhatna a hátralévő futamokon (amennyiben azokon részt tudtak volna venni). Erre azért is volt szükség, mert Marcus Ericsson elhagyta a csapatot, miután szerződést kötött a Sauberrel. Hogy elindulhassanak a szezonzáró abu-dhabi nagydíjon, a rajongók támogatását kérve, és a csődbiztos beleegyezésével, adománygyűjtést szerveztek, melyen különféle relikviákat is kiosztottak. Will Stevens lett Kobajasi mellett a kettes számú pilóta, aki a futamot követően tesztköröket is megtett az autóval.
Nem sokkal később azonban kiderült, hogy ez volt a csapat utolsó szereplése, miután nem sikerült új befektetőt találni, és emiatt a 2014-es autó 2015-ös szabályoknak való módosítása is lehetetlenné vált. Így a Caterham teljes vagyonát elárverezték.

## Eredmények a Formula–1-ben

### Összefoglaló
| Szezon | Név              | Modell        | Gumi | Motor            | Üzemanyag | Versenyzők                                                 | Helyezés     |
| ------ | ---------------- | ------------- | ---- | ---------------- | --------- | ---------------------------------------------------------- | ------------ |
| 2010   | Lotus Racing     | Lotus T127    | B    | Cosworth V8      | Castrol   | Heikki Kovalainen Jarno Trulli                             | 10. (0 pont) |
| 2011   | Team Lotus       | Lotus T128    | P    | Renault V8       | Total     | Heikki Kovalainen Jarno Trulli Karun Chandhok              | 10. (0 pont) |
| 2012   | Caterham F1 Team | Caterham CT01 | P    | Renault V8       | Total     | Heikki Kovalainen Vitalij Petrov                           | 10. (0 pont) |
| 2013   | Caterham F1 Team | Caterham CT03 | P    | Renault V8       | Total     | Charles Pic Giedo van der Garde                            | 11. (0 pont) |
| 2014   | Caterham F1 Team | Caterham CT05 | P    | Renault V6 turbó | Total     | Kobajasi Kamui Marcus Ericsson André Lotterer Will Stevens | 11. (0 pont) |

### Teljes Formula–1-es eredménysorozata
(Táblázat értelmezése)

(Félkövér: pole-pozícióból indult; dőlt: leggyorsabb kört futott) 

| A Caterham teljes Formula–1-es eredménysorozata | A Caterham teljes Formula–1-es eredménysorozata | A Caterham teljes Formula–1-es eredménysorozata | A Caterham teljes Formula–1-es eredménysorozata | A Caterham teljes Formula–1-es eredménysorozata | A Caterham teljes Formula–1-es eredménysorozata | A Caterham teljes Formula–1-es eredménysorozata | A Caterham teljes Formula–1-es eredménysorozata |     |     |     |     |     |     |     |     |     |     |     |     |     |     |     |     |     |      |          |
| Év                                              | Kasztni                                         | Motor                                           | Gumi                                            | Versenyzők                                      | 1                                               | 2                                               | 3                                               | 4   | 5   | 6   | 7   | 8   | 9   | 10  | 11  | 12  | 13  | 14  | 15  | 16  | 17  | 18  | 19  | 20  | Pont | Helyezés |
| ----------------------------------------------- | ----------------------------------------------- | ----------------------------------------------- | ----------------------------------------------- | ----------------------------------------------- | ----------------------------------------------- | ----------------------------------------------- | ----------------------------------------------- | --- | --- | --- | --- | --- | --- | --- | --- | --- | --- | --- | --- | --- | --- | --- | --- | --- | ---- | -------- |
| 2010                                            | Lotus T127                                      | Cosworth CA2010 2.4 V8                          | B                                               |                                                 | BHR                                             | AUS                                             | MAL                                             | CHN | ESP | MON | TUR | CAN | EUR | GBR | GER | HUN | BEL | ITA | SIN | JPN | KOR | BRA | UAE |     | 0    | 10.      |
| 2010                                            | Lotus T127                                      | Cosworth CA2010 2.4 V8                          | B                                               | Heikki Kovalainen                               | 15                                              | 13                                              | hn                                              | 14  | ni  | ki  | ki  | 16  | ki  | 17  | ki  | 14  | 16  | 18  | 16† | 12  | 13  | 18  | 17  |     | 0    | 10.      |
| 2010                                            | Lotus T127                                      | Cosworth CA2010 2.4 V8                          | B                                               | Jarno Trulli                                    | 17†                                             | ni                                              | 17                                              | ki  | 17  | 15  | ki  | ki  | 21  | 16  | ki  | 15  | 19  | ki  | ki  | 13  | ki  | 19  | 21† |     | 0    | 10.      |
| 2011                                            | Lotus T128                                      | Renault RS27-2011 2.4 V8                        | P                                               |                                                 | AUS                                             | MAL                                             | CHN                                             | TUR | ESP | MON | CAN | EUR | GBR | GER | HUN | BEL | ITA | SIN | JPN | KOR | IND | UAE | BRA |     | 0    | 10.      |
| 2011                                            | Lotus T128                                      | Renault RS27-2011 2.4 V8                        | P                                               | Heikki Kovalainen                               | ki                                              | 15                                              | 16                                              | 19  | ki  | 14  | ki  | 19  | ki  | 16  | ki  | 15  | 13  | 16  | 18  | 14  | 14  | 17  | 16  |     | 0    | 10.      |
| 2011                                            | Lotus T128                                      | Renault RS27-2011 2.4 V8                        | P                                               | Jarno Trulli                                    | 13                                              | ki                                              | 19                                              | 18  | 18  | 13  | 16  | 20  | ki  |     | ki  | 14  | 14  | ki  | 19  | 17  | 19  | 18  | 18  |     | 0    | 10.      |
| 2011                                            | Lotus T128                                      | Renault RS27-2011 2.4 V8                        | P                                               | Karun Chandhok                                  |                                                 |                                                 |                                                 |     |     |     |     |     |     | 20  |     |     |     |     |     |     |     |     |     |     | 0    | 10.      |
| 2012                                            | CT01                                            | Renault RS27-2012 2.4 V8                        | P                                               |                                                 | AUS                                             | MAL                                             | CHN                                             | BHR | ESP | MON | CAN | EUR | GBR | GER | HUN | BEL | ITA | SIN | JPN | KOR | IND | UAE | USA | BRA | 0    | 10.      |
| 2012                                            | CT01                                            | Renault RS27-2012 2.4 V8                        | P                                               | Heikki Kovalainen                               | ki                                              | 18                                              | 23                                              | 17  | 16  | 13  | 18  | 14  | 17  | 19  | 17  | 17  | 14  | 15  | 15  | 17  | 18  | 16  | 18  | 14  | 0    | 10.      |
| 2012                                            | CT01                                            | Renault RS27-2012 2.4 V8                        | P                                               | Vitalij Petrov                                  | ki                                              | 16                                              | 18                                              | 16  | 17  | ki  | 19  | 13  | ni  | 16  | 19  | 14  | 15  | 19  | 17  | 16  | 17  | 17  | 17  | 11  | 0    | 10.      |
| 2013                                            | CT03                                            | Renault RS27-2013 2.4 V8                        | P                                               |                                                 | AUS                                             | MAL                                             | CHN                                             | BHR | ESP | MON | CAN | GBR | GER | HUN | BEL | ITA | SIN | KOR | JPN | IND | UAE | USA | BRA |     | 0    | 11.      |
| 2013                                            | CT03                                            | Renault RS27-2013 2.4 V8                        | P                                               | Charles Pic                                     | 16                                              | 14                                              | 16                                              | 17  | 17  | ki  | 18  | 15  | 17  | 15  | ki  | 17  | 19  | 14  | 18  | ki  | 19  | 20  | ki  |     | 0    | 11.      |
| 2013                                            | CT03                                            | Renault RS27-2013 2.4 V8                        | P                                               | Giedo van der Garde                             | 18                                              | 15                                              | 18                                              | 21  | ki  | 15  | ki  | 18  | 18  | 14  | 16  | 18  | 16  | 15  | ki  | ki  | 18  | 19  | 18  |     | 0    | 11.      |
| 2014                                            | CT05                                            | Renault Energy F1-2014 1.6 V6 turbó             | P                                               |                                                 | AUS                                             | MAL                                             | BHR                                             | CHN | ESP | MON | CAN | AUT | GBR | GER | HUN | BEL | ITA | SIN | JPN | RUS | USA | BRA | UAE |     | 0    | 11.      |
| 2014                                            | CT05                                            | Renault Energy F1-2014 1.6 V6 turbó             | P                                               | Marcus Ericsson                                 | ki                                              | 14                                              | ki                                              | 20  | 20  | 11  | ki  | 18  | ki  | 18  | ki  | 17  | 19  | 15  | 17  | 19  |     |     |     |     | 0    | 11.      |
| 2014                                            | CT05                                            | Renault Energy F1-2014 1.6 V6 turbó             | P                                               | Kobajasi Kamui                                  | ki                                              | 13                                              | 15                                              | 18  | ki  | 13  | ki  | 16  | 15  | 16  | ki  |     | 17  | ni  | 19  | ki  |     |     | ki  |     | 0    | 11.      |
| 2014                                            | CT05                                            | Renault Energy F1-2014 1.6 V6 turbó             | P                                               | André Lotterer                                  |                                                 |                                                 |                                                 |     |     |     |     |     |     |     |     | ki  |     |     |     |     |     |     |     |     | 0    | 11.      |
| 2014                                            | CT05                                            | Renault Energy F1-2014 1.6 V6 turbó             | P                                               | Will Stevens                                    |                                                 |                                                 |                                                 |     |     |     |     |     |     |     |     |     |     |     |     |     |     |     | 17  |     | 0    | 11.      |

* Folyamatban lévő szezon.
A 2014-es szezonzáró abu-dzabi nagydíjon dupla pontokat osztanak ki.

## Fordítás
- Ez a szócikk részben vagy egészben  a   Team Lotus (current) című angol Wikipédia-szócikk ezen változatának fordításán alapul.  Az eredeti cikk szerkesztőit annak laptörténete sorolja fel. Ez a jelzés csupán a megfogalmazás eredetét és a szerzői jogokat jelzi, nem szolgál a cikkben szereplő információk forrásmegjelöléseként.
- Ez a szócikk részben vagy egészben  a   Caterham F1 című angol Wikipédia-szócikk ezen változatának fordításán alapul.  Az eredeti cikk szerkesztőit annak laptörténete sorolja fel. Ez a jelzés csupán a megfogalmazás eredetét és a szerzői jogokat jelzi, nem szolgál a cikkben szereplő információk forrásmegjelöléseként.